# Епикуров врт
Епикур (Ἐπίκουρος, 341-270) је основао школу у свом врту који је био удаљен од његове куће па је у позним годинама користио врсту троколице (τρικυλιστοσ) да би до њега дошао. Епикуров врт се налазио ван градских зидина близу капије Дипилон на путу ка Платоновој Академији, док је кућа била у дему Мелите. Он и његови следбеници епикурејци брзо су добили име "филозофи из врта". У епикурејској етици, уживање (хедонизам) се сматра животним циљем, којем су подређене све друге вредности. Бол је једино зло, а међустања не постоје.
| „ | Ми задовољство признајемо за првобитно и урођено добро, оно нам служи као полазна тачка код сваке жеље и избегавања, те к њему увек долазимо као к циљу, јер свако добро оцењујемо осећањем задовољства као мерилом | ” |

 један је од Епикурових цитата. Сасвим је логично да је идеалан амбијент за задовољство управо природа односно врт.
Овакво филозофско учење подразумевало је интимни заједнички живот (συνεβιουν), и он је оствариван управо на Епикуровом имању где, ако врт и кућа нису представљали јединствену целину, онда су имали блиску везу. Врт је био наставак куће. Плиније пише да је Епикур први имао рустични врт in ipsa urbe (у читавом граду). Описујући Епикуров врт Сенека употребљава термин hortulus (баштица), а песник Јувенал (Decimus Iunius Iuvenalis, I и почетак II века) hortus parvus (мали врт). Цицерон каже:
| „ | Епикуров дом био је мали и за Епикура, али довољно велики за јата његових пријатеља који се међусобно слажу, што је случај и сада са епикурејцима. | ” |

Епикур је говорио да филозоф не би требало да привлачи масе и ово потврђује тиме што никада није излагао на Агори па ни у гимназијумима. Никада није одобравао оно што је радио Теофраст - популарна предавања за хиљаде посетилаца у Лицеју. Епикуров врт био је нешто друго од пространих арборетума гимназијума са перипатосима и дромосима - задржао је интимност приватног имања. И овде, као и код гимназијума, лако је објаснити раздвојеност куће за становање од врта и његово подизање ван градских зидина, недостаком простора у граду. Градска кућа са вртом биће масовнија појава тек у доба хеленизма, мада описа има и знатно раније.